# Plini
Plini Roessler-Holgate (* 22. Juni 1992), besser unter dem Mononym Plini bekannt, ist ein australischer Gitarrist und Songwriter. Er begann zunächst seine musikalische Karriere unter dem Namen Halcyon bevor er auf seinen Vornamen wechselte. Insbesondere über die Plattform YouTube, auf der er Stand August 2025 275.000 Abonnenten und über 73 Mio. Videoabrufe hat erlangte er Bekanntheit. Steve Vai beschreibt ihn als "die Zukunft des außergewöhnlichen Gitarre spielens" (engl.: the future of exceptional guitar playing), und die Website MusicRadar betitelt Plini als besten prog Gitarristen im Jahr 2017.
Plini veröffentlichte zunächst eine EP-Trilogie (Other Things und Sweet Nothings in 2013, The End of Everything in 2015). Sein Debütalbum, Handmade Cities, welches Vai als "eines der feinsten, vorwärtsdenkenden, melodisch, rythmisch und harmonisch tiefgründigen Instrumental Gitarren Aufnahmen [die er] je gehört hat" beschreibt, wurde in 2016 veröffentlicht. Sunhead, eine weitere EP, wurde in 2018 veröffentlicht, gefolgt von seinem zweiten Album, Impulse Voices, in 2020.

## Einflüsse
Einer von Plinis Einflüssen ist Joe Satriani. Plini sagte in einem Interview: "Was ich an Joe besonders finde, ist seine Fähigkeit einfache Melodien zu kreieren und diese so perfekt zu phrasieren, dass er sich nicht auf auffällige Passagen und coole Tricks verlassen muss (jedoch jederzeit in einen solchen ausbrechen kann) um einen instrumental Song interessant zu gestalten. Ich hoffe wir können eines Tages zusammen spielen!".
In einem weiteren Interview sagte Plini, dass Satriani "eine große Inspiration für mich ist und es sehr cool ist, wenn Menschen sagen, dass sie es hier und da hören können".

## Doja Cat Kontroverse
Doja Cat's Performance von "Say So" bei den MTV Europe Music Awards 2020 wurde kritisiert nachdem Zuschauer festgestellt hatten, dass das gespielte Gitarrensolo identisch zu dem von Plinis Song Handmade Cities aus 2016 ist. Im Monat drauf berichtete Plini, dass er eine Entschuldigung von Doja Cat über die Sozialen Medien erhalten hat.

## Diskografie

### Studio Alben
- Handmade Cities (2016)
- Impulse Voices (2020)[16]

### EPs
- Pastures (as Halcyon) (2011)[17]
- Other Things (2013)[18]
- Sweet Nothings (2013)[19]
- I (split EP with Sithu Aye) (2013)[20]
- The End of Everything (2015)[21]
- Sunhead (2018)[22]
- Impulse Voices (Remix EP) (2021)
- Mirage (2023)[23]

### Singles
- Moonflower (2012)
- 1745 7381 3265 2578 (2013)
- Cloudburst (2013)
- Atlas (2014)
- Ko Ki (2014)
- Every Piece Matters (2016)
- Salt + Charcoal (2018)
- Birds / Surfers (2020)
- I'll Tell You Someday (2020)[24]
- "Papelillo" (2020)[25]
- "Mind/Hive" (2022)
- "11 Nights (2023)

### Live Alben
- Finnvox Sessions (2023)

### Als Gastmusiker
- "Aurora Borealis" Aurora Borealis (Widek, 2012) featured as Halcyon, later changed to feat. Sithu Aye & Plini
- "The Argument of Periapsis" Abstraction (Cloudyhead, 2012)
- "Particles Collide" Invent the Universe (Sithu Aye, 2012)
- "Pulse, Pt. 1" Pulse (Sithu Aye, 2014)
- "Sailing Stone" Meridian (The Helix Nebula, 2014)
- "Ode to the Vulture" The Sapling (Trees on Mars, 2014)
- "The Constant" Guiding Light (Skyharbor, 2014)
- "Matrisphere" Samsara (Wide Eyes, 2014)
- "Run" Wishful Lotus Proof (Jakub Zytecki, 2015)
- "Earthshine" Journey to the Stars (Widek, 2015)
- "Water Drops" The Ocean Atlas (Modern Day Babylon, 2015)
- "Stardust" Eco (David Maxim Micic, 2015)
- "5:12 AM" Souvenirs (Novelists, 2015)
- "Libra" The Shape of Colour (Intervals, 2015)
- "Decimator" Tearing Back the Veil I: Ascension (Lithium Dawn, 2015)
- "Deep Blue" Natural Evolution (Haamoja, 2015)
- "Malaise" (Oceill, 2016)
- "Spiral" Set Course for Andromeda (Sithu Aye, 2016)
- "Violet" Tiny, Little Light (Umi, 2016)
- "Sight Before the Sound" Tearing Back the Veil II: Awakening (Lithium Dawn, 2017)
- "New Pyramids" The Impressionist (Hedras, 2017)
- "Asilon" Honest Oblivion (Scoredatura, 2018)
- "Blue Angel" (Adam "Nolly" Getgood of Periphery, 2019)
- "Wounded Wings" Ruins (Daniel Tompkins of Tesseract, 2020)
- "I Stand Alone" The Ritual (King Mothership, 2020)
- "Planet Geisha I (Remix)" Sacred Geometry 2020 (Cartoon Theory, 2020)
- "Push" Push (Mike Dawes, 2021)
- "Immaterial" Electricity Downtown (V I C E S, 2021)
- "Bergamot" (Connor Kaminski, 2022)
- "Sunset" (Tim Henson & Cory Wong, 2022)
- "Ultima" Elysian (Evan Marien, 2022)
- "It Starts with You" Carmine (Running Touch, 2022)
- "Giving 6" (Plini & Rabea, 2023)
- "Malaise" Malaise (Oceill, 2023)
- "A New Infinite (feat. Simon Grove)" (Aurora Dream & Plini, 2023)
- "Lovecraft" The Oak & the Secret (Alon Tamir, 2023)
- "Out of the Void" (Plini & Kiko Loureiro, 2024)
- "sugarfish" (Plini & Mateus Asato, 2024)
- "Whalefall" (Sungazer & Plini), 2024
- "In Captivity" (Plini & Tosin Abasi), 2025

## National Live Music Awards
Die National Live Music Awards (NLMAs) sind eine Veranstaltung zur Wertschätzung der diversen australischen live Musikszene. Die Auszeichnungen wurden erstmals in 2016 vergeben.
| Tabellarische Übersicht der Auszeichnungen und Nominierungen | Tabellarische Übersicht der Auszeichnungen und Nominierungen | Tabellarische Übersicht der Auszeichnungen und Nominierungen | Tabellarische Übersicht der Auszeichnungen und Nominierungen | Tabellarische Übersicht der Auszeichnungen und Nominierungen |
| Jahr                                                         | Auszeichnung                                                 | Für                                                          | Kategorie                                                    | Resultat                                                     |
| ------------------------------------------------------------ | ------------------------------------------------------------ | ------------------------------------------------------------ | ------------------------------------------------------------ | ------------------------------------------------------------ |
| 2018                                                         | National Live Music Awards of 2018                           | Plini                                                        | Live Guitarist of the Year                                   | Nominiert                                                    |